# Laonnois
Le Laonnois (prononcé [la.nwa] ou [lɑ̃.nwa])  est un « pays » et une petite région naturelle du département de l'Aisne, centré autour de la ville de Laon et délimitée par l'Oise, l'Ailette et l'Aisne. Son territoire est issu du Pagus Laudunensis gallo-romain qui donnera le diocèse de Laon.
Le Laonnois se situe à l'est de la Picardie, borné au nord par la Thiérache, au sud par le Soissonnais, à l'ouest par le Noyonnais et le Vermandois, et à l'est par la Champagne.
Le Chemin des Dames est situé sur son territoire.

## Héraldique
| blason du Laonnois | Les armoiries du Laonnois se blasonnent ainsi : « d'azur, semé de fleurs de lys d'or, à la croix d'argent, chargée d'une crosse de gueules. » |

## Localisation
Le Laonnois est défini comme un pays de la province de Picardie. Il a appartenu au comté de Vermandois jusqu'en 1435, date à laquelle celui-ci est démembré par le traité d'Arras. Lors de la création du gouvernement de Picardie, le Laonnois en aurait fait partie jusqu'à être annexé quelques siècles plus tard, comme d'autres pays picards, au gouvernement de l'Île-de-France pour accroître le rayon d'influence de la capitale. Les documents postérieurs à cet événement tiendront à préciser scrupuleusement cette nuance : c'est un pays de culture picarde, administrativement relié à l'Île-de-France.
Cependant les pays ou diocèses du Soissonnais, du Noyonnais et du Laonnois sont un temps des parties du gouvernement militaire de Picardie, créé ex nihilo après 1482, puis définitivement rattachés après 1641 à l'Île-de-France.

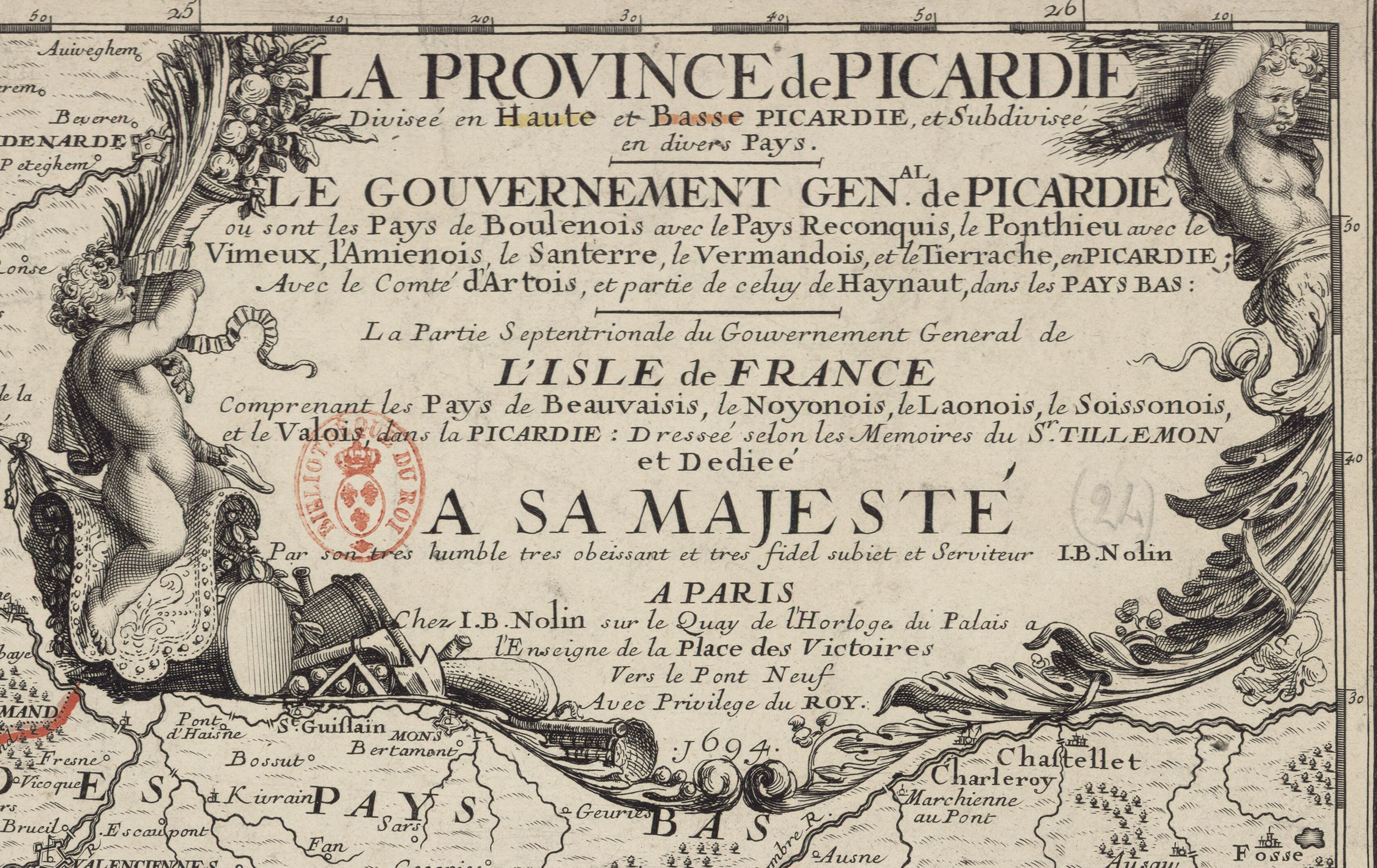
Description de la province de Picardie ; le Laonnois est décrit comme partie de la province de Picardie et compris dans le gouvernement administratif d'Île-de-France

## Laudunois et Laudunoises célèbres
- Remi de Reims, saint catholique connu pour avoir baptisé Clovis Ier.
- Bertrade de Laon, reine des Francs, mère de Charlemagne, née à Samoussy.
- Raoul Ier de Coucy, alias le Châtelain de Coucy, trouvère picard du Moyen Âge.
- Bertolai de Laon, trouvère picard, auteur de la chanson de geste Raoul de Cambrai.
- Frères Le Nain, trio de peintres originaires de Laon.
- Constance de Théis, femme de lettres, originaire d'Autreville.